# Spikbergstjärnarna (Edefors socken, Norrbotten, 736073-171943)
Spikbergstjärnarna är en sjö i Bodens kommun i Norrbotten och ingår i Luleälvens huvudavrinningsområde.